# Campeonato Mundial de Patinaje Artístico sobre Hielo de 1981
El LXXI Campeonato Mundial de Patinaje Artístico se realizó en Hartford (Estados Unidos) entre el 3 y el 7 de marzo de 1981 bajo la organización de la Unión Internacional de Patinaje sobre Hielo (ISU) y la Asociación Estadounidense de Patinaje Artístico sobre Hielo. 

## Resultados

### Masculino
| Puesto | Nombre         | País            | Puntos |
| ------ | -------------- | --------------- | ------ |
| Oro    | Scott Hamilton | Estados Unidos  | 3,8    |
| Plata  | David Santee   | Estados Unidos  | 5,4    |
| Bronce | Igor Bobrin    | Unión Soviética | 6,6    |

### Femenino
| Puesto | Nombre                    | País           | Puntos |
| ------ | ------------------------- | -------------- | ------ |
| Oro    | Denise Biellmann          | Suiza          | 4,2    |
| Plata  | Elaine Zayak              | Estados Unidos | 7,4    |
| Bronce | Claudia Kristofics-Binder | Austria        | 8,0    |

### Parejas
| Puesto | Nombre                               | País                          | Puntos |
| ------ | ------------------------------------ | ----------------------------- | ------ |
| Oro    | Irina Vorobieva / Igor Lisovski      | Unión Soviética               | 1,4    |
| Plata  | Sabine Baeß / Tassilo Thierbach      | República Democrática Alemana | 2,8    |
| Bronce | Christina Riegel / Andreas Nischwitz | Alemania Occidental           | 4,6    |

### Danza en hielo
| Puesto | Nombre                              | País            | Puntos |
| ------ | ----------------------------------- | --------------- | ------ |
| Oro    | Jayne Torvill / Christopher Dean    | Reino Unido     | 2      |
| Plata  | Irina Moiseyeva / Andrei Minenkov   | Unión Soviética | 4      |
| Bronce | Natalia Bestemianova / Andrei Bukin | Unión Soviética | 7      |

## Medallero
| Núm. | País                          | Oro | Plata | Bronce | Total |
| ---- | ----------------------------- | --- | ----- | ------ | ----- |
| 1    | Estados Unidos                | 1   | 2     | 0      | 3     |
| 2    | Unión Soviética               | 1   | 1     | 2      | 4     |
| 3    | Reino Unido                   | 1   | 0     | 0      | 1     |
| 3    | Suiza                         | 1   | 0     | 0      | 1     |
| 5    | República Democrática Alemana | 0   | 1     | 0      | 1     |
| 6    | Alemania Occidental           | 0   | 0     | 1      | 1     |
| 6    | Austria                       | 0   | 0     | 1      | 1     |
|      | TOTAL                         | 4   | 4     | 4      | 12    |

| Predecesor: Alemania Occidental 1980 | Campeonato Mundial de Patinaje Artístico sobre Hielo 1981 | Sucesor: Dinamarca 1982 |

- Datos: Q1319042